# Raymond Poivet
Raymond Poïvet (Le Cateau-Cambrésis, 17 giugno 1910 – Nogent-le-Rotrou, 30 agosto 1999) è stato un fumettista francese.

## Biografia
Ha studiato arte e architettura all'Ecole des Beaux-Arts di Parigi e si è lanciato molto rapidamente nell'illustrazione e nel fashion design. Nel 1940 iniziò la carriera di fumettista. Nel 1944, Le Téméraire, l'unico periodico di fumetti dell'epoca (pubblicazione collaborazionista francese), pubblicò alcune tavole banali in 4 numeri (sostituisce Auguste Liquois per continuare il fumetto Vers les mondesconnus). Superò senza difficoltà la purificazione e, dopo la guerra, lavorò per le due maggiori riviste francesi di fumetti, di obbedienza comunista, Coq hardi e Vaillant che nel 1969 sarebbero diventate la rivista Pif.
Fu proprio nel 1945 a Vaillant che Poïvet realizzò il primo fumetto di fantascienza francese del dopoguerra: I Pionieri della Speranza, basato sulla sceneggiatura di Roger Lécureux, allora 22enne. Fu il primo suo fumetto veramente elaborato (lo stesso anno, la controparte della serie in Coq Hardi diventa Guerra sulla Terra, di Auguste Liquois — poi Dut — e Marijac, fino al 1948). Rapidamente, questa serie cult - la cui longevità fu notevole, visto che durerà fino al 1973 - venne riconosciuta come un modello dalla professione, al pari di quelle dei grandi designer americani come Hal Foster, Milton Caniff o Alex Raymond. Tuttavia, nel 1973, Poïvet fu brutalmente "licenziato" dalla casa editrice Editions Vaillant, senza alcuna spiegazione.
Nel 1947 Raymond Poivet pubblicò, in italiano sulla rivista "Il Moschettiere"  , il racconto I Pionieri della Speranza dal nº 21 al nº 24 [archivio]" (1947).
Nel 1947 Raymond Poivet pubblico, in italiano sulla rivista "Il Pioniere dei Ragazzi"  il racconto I Pionieri della Speranza dal nº 25 al nº 35 [archivio]" (1947)
Nel 1948 Raymond Poivet pubblico, in italiano sulla rivista "Noi Ragazzi"  il racconto I Pionieri della Speranza dal nº 1 al nº 49 [archivio]" (1948)
Nel 1968 Raymond Poivet pubblicò, in italiano sulla rivista  "Pioniere Noi Donne",  il racconto I Pionieri della Speranza dal nº 11 al nº 28 [archivio]" (1968).
Raymond Poïvet disegnò anche altre strisce per varie riviste: il colonnello X in le Coq hardi, Le Sous-marin pirate in Robin l'Écureuil (1946). Da luglio a novembre 1945, ha illustrato un adattamento incompiuto di Robin Hood nei numeri 5-14 del bimestrale di breve durata Robin l'Écureuil, Mam'zelle Minouche in L'Humanité (sceneggiatura di Roger Lécureux) e Guy Lebleu o Mark Trent viaggia indietro nel tempo su Pilote, settimanale a cui ha partecipato.
Nel 1964-1965 disegna nei primi nove numeri del settimanale Chouchou la fantastica collana P'tit Gus et ses Mysteries scritta da Remo Forlani; interrotta dalla redazione, la serie non è mai stata completata, nonostante le sue qualità.
Ha fondato un laboratorio al 10, rue des Pyramides a Parigi ("L'Atelier 63" o "Studio Trèfle"), un luogo di confronto e scambio, dove vedremo giovani designer diventati famosi: Uderzo, Forest, Mandryka, Druillet, Gigi (il futuro Presidente del Premio R. Poïvet), Roland Garel, Jean Le Moing, creatore della mascotte Malabar.
Verso la fine della sua vita preferì dedicarsi al disegno con pennarello, carboncino o guazzo ed esplorare le grandi figure della mitologia. Alla fine degli anni '80, Poïvet e Rodolphe preparano un album sul mito del Faust nei fumetti. Fallito l'editore, il progetto è stato abbandonato ma, nel 2007, è stato ritrovato, pubblicato ed esposto al festival Quai des Bulles.
Dalla sua morte, il suo lavoro è stato regolarmente oggetto di mostre, nelle varie fiere del fumetto organizzate in Francia.
Il 2005 ha visto l'inaugurazione di una piazza a suo nome a Cateau-Cambrésis, sua città natale.

## Il Premio Raymond-Poïvet
Fu istituito un premio chiamato Il Premio Raymond-Poïvet. Il direttore responsabile per alcuni anni fu Robert Gigi gig, scrittore di fumetti e giornalista.
Premiati:
- 1998: Albert Uderzo
- 1999: Cabu
- 2000: Angelo Di Marco
- 2001: Marcel Gotlib
- 2002: Régis Loisel
- 2003: René Pétillon
- 2004: Robert Bressy
- 2008: André Chéret

## Pubblicazioni
- Cristoforo Colombo (1941) (L'Aventureux; éd. Mondiales)
- Napoleone  (1941) (L'Audacieux)
- Robinson Crusoë (1941) (Grandes Aventures)
- Sans le Sou (1943) (Belles Aventures)
- Le Sous-Marin Pirate (1945) (éd. Mondiales) (RC)
- L'Or de l'Antarctique (1945) (éd. Mondiales) (RC)
- L'Attaque du Barrage (1945) (éd. Mondiales) (RC)
- Un Voyage Mouvementé (1946) (Belles Aventures éd. Mondiales) (RC)
- Leclerc  l'Africain (1946) (Le Conquérant)
- Les Aventures de Marc Reynes (1946 à 1949) (O.K. magazine)
- Rouge et Or (1949) (Vaillant)
- Les Fugitifs (1947) (O.K. magazine)
- Les Aventures de Kid (1948 à 1949) (Kid Magazine)
- King Kong (1948) (King Kong)
- Tumak, Fils de la Jungle (1948 à 1949) (L'Intrépide; tiré du film)
- 20e Latitude Sud (1949 à 1950) (Vaillant)
- L'amiral Courbet (1950) (L'Intrépide)
- Salammbô (1950) (Vaillant)
- Les Diamants de l'Oural (1951) (Vaillant)
- Mateo Falcone (1952) (Journal de Tintin)
- Il y a 50000 ans (1954 à 1955) (Vaillant)
- Dal 1954 al 1957, Poïvet abbandona i fumetti, limitandosi alle illustrazioni per la stampa (Nous Deux (con due adattamenti: La Reine Margot e Marion Delorme), Intimité, Femme d'Aujourd'hui, La Vie en Fleur... soprattutto per le edizioni Del Duca).
- Fulgur: première voiture de rêve française (1958 - Journal de Tintin)
- L'Agent P60 (1959 - Histoires publicitaires Simca, Journal de Tintin)
- Taï Peh (1959 - La Tribune de Genève)
- Voyage dans le Temps (Mark Trent) (1959 à 1960 - Journal de Pilote)
- Super pilote Fangio (1960 - Journal de Pilote) (histoire verticale)
- Youri Gagarine (1961 - Vaillant) (RC)
- Mam'zelle minouche (1961 à 1964 - L'Humanité)
- P'tit Gus (1964) (Chouchou)
- Les Pirates de la nuit (1964 à 1965 - Pilote; histoire Guy Lebleu non reprise en album)
- 15 Milliards de diamants (1966 à 1967 - Pilote; histoire Guy Lebleu non reprise en album)
- Meudon: les essais (camions UNIC) (1966 - Pilote) (RC)
- Les Chevaliers du Cosmos (1967 - Vaillant) (RC)
- Jacques Anquetil (1967 - Vaillant) (RC)
- Lénine e la Grande Révoluzione (1967 - Vaillant) (RC)
- 1969: La Première Campagne (publicité Total, scénario Pierre Christin (Linus))
- 1971: Est-ce la fin ? (ou Allô ! Nous avons retrouvé M.I.X. 315 ! Il est vivant. Nous allons le sauver !!) - Comics 130 n. 5 (RC)
- 1973: Le 134 ne répond plus - Curiosity magazine n. 4 (RC)
- 1975: Tiriel - Héritier d'un monde, éd. Fernand Nathan (scén. Jean-Pierre Dionnet) (pubblicità nel mensile Lucky Luke)
- 1976: Néfertari - L'Écho des savanes n. 23 (RC)
- 1976: Guy Lebleu, éd. Glénat, coll. bdcouvertes (racconti di Piloti, dal 1961 al 1967): 
  - Allo D.M.A. (t. 1)
  - La Cité secrète de la Mort (t.2, contient L'Organisation XXX, Mort en tous genres, et La Cité secrète de la mort)
- 1976 à 1978: coll. Histoire de France en bandes dessinées (Larousse - FR3) (RC) 
  - La ruée des Huns - Attila  - n. 2 - 1976
  - Montjoie ! Saint Denis ! - Les Louis de France - n. 6 - 1977
  - Philippe le Bel, roi de fer - n. 7 - 1977
  - Au siècle des Lumières - Le règne de Louis XV - n. 14 - 1977
  - Louis-Napoléon Bonaparte  - Le second Empire - n. 19 - 1978
- 1977: Colonel X - tome 2, éd. Glénat[2], coll. BDpoche (scén. Marijac) (prépublié dans Coq Hardi de 1947 à 1949;  il primo volume è stato disegnato da Noneël Gloesner nel 1946)
- 1978: L'Échiqier cubique, éd. Glénat, coll. Circus - Les grands auteurs de la bande dessinée
- 1981: Histoire de la Chine (Larousse BD) (Les Leçons de Maître Kong, Un Pèlerinage sous les T'ang, Les Ts'ing Souverains Mandchous)
- 1982: Tiriel - Héritier d'un monde[3], éd. Humanoïdes associés, coll. Métal hurlant (scén. Jean-Pierre Dionnet) (rééd.)
- 1982: Retour à Golgonooza, Métal Hurlant n. 79 à 82 (tome 2 de Tiriel - inachevé)
- 1983 à 1984: La Bible (Larousse BD) (Isaac et Jacob, Osée: la Tendresse de Dieu, Daniel le Visionnaire, Tobie, Les Visions de Jean, La Chevalerie)
- 1985: Opus 4, éd. Artefact, coll. Artefact aventures
- 1985: Il Flauto Magico  , éd. RTL édition (adaptation Marc David, couleurs de Marie-Paule Alluard)
- 1985: Faust, éd. du Seuil en 2007 (scénario Rodolphe)
- 1987: Le Voyage de l'Obélisque (Okapi)
- 1989: Buffon (Okapi)
- 1989: Les Derniers Jours de Pompéi (Okapi)
- 1990: Raymond Poïvet, éd. Futuropolis, coll. 30/40 (recueil: Rouge et Or; 20° Latitude Sud; Lénine)
- 1990: R.Poïvet - Dessins de la collection Philippe Lefevre- Annita Vakana (1000 ex. - Paris)
- 1992: Coffret Mam'zelle minouche, éd. Pressibus (1°> tirage 85 ex.; 2° tirage 40 ex.) (récits dans L'Humanité de 1961 à 1964): o Tome 1: récits 1, 4, 6, 10 (1991), coll. Les albums Pressibus n. 2 o Tome 2: récits 2, 7, 11, 15, 16 (1992), coll. Les albums Pressibus n. 4
- 1992: Raymond Poïvet, éditions Européennes (compilazione degli artisti de L'Atelier 63, creato a Parigi da Poïvet)
- 1993: Marc Trent, dans Hop !, n. 55 à 61 storia del 1960; rielaborazione di Voyage dans le Temps)

## I Pionieri della Speranza
dal 1945 al 1969 prima in Vaillant e poi in 1969-1973 in Pif sono state pubblicate tante vignette per un totale di 28 anni di uscite al pubblico per In totale di 51 storie - più della metà - di questa leggendaria serie non sono mai state inserite negli album.
Altre pubblicazioni successive alle prime stampate su riviste:
- 1947 - Vers l'Ourang mystérieux, coll. Les Albums Vaillant, éd. Vaillant
- 1960 - La Cité de Bangra, nel quindicinale Satellite Images incuso nella rivista di fantascienza Satellite Satellite), n. 1 à 4, éd. Scientifiques et Littéraires
- 1960 à 1962 - coll. Les Grandes Aventures, éd. Vaillant o n. 4: Kataraz la maledetto (1960)  o n. 8: Aquatide la cité des ondes (1961)  o n. 12: Le jardin fantastique (1961)  o n. 13: C'était il y a 50000 ans; 20° di latitudine sud; Rouge et or (1961) (seule la 1° histoire avec les Pionniers).[4]  o n. 16: I piani del satellite artificiale sono stati rubati! (1962)  o n. 18: Radias,Radias, il pianeta dei 1000 segreti (1962)
- 1967 - Phénix n. 3 et 4 Les Forbans de l'Espace
- 1968 - Le jardin fantastique (suivi de Le désert blanc), coll. Images et aventures, n. 10, éd. Vaillant (imprimé en Roumanie)
- 1971 - Ran tan plan n. 23 et 24  Inaccessibile
- 1974 - Ran tan plan n. 32, 33, 34 et 35 Il professor Marvel è scomparso
- 1974 - Les pionniers della spéranza contro i robot, édizione du kangourou
- 1979 - Le jardin fantastique, édizione du Fromage
- I Pionnieri della Spéranza (Collezioni):
- 1984 à 1989 - édizione. Futuropolis, coll. Copyright:

1. Tome 1: Vers l'Ourang Mystérieux; La cité de Bangra (1945 à 1946) (1984)
2. Tome 2: Il deserto bianco; Kataraz il maledetto; Cinquecentomila anni prima (1947-1949) (1984)
3. Tome 3:: La città delle onde; Il segreto di Jacques Ferrand; Il professor Marvel è scomparso (1950-1952) (1984)
4. Tome 4: Le Jardin Fantastique; Caluda (1953 à 1956) (1988)
5. Tome 5: Échec aux Zions; Inaccessible 7 (1957 à 1960) (1989)

- 1994 - pubblicato da Soleil Productions (inizio delle storie complete):

1. Tome 6: Il n'est Jamais Trop Tard; L'Otage des Profondeurs; La Première Fugue; La Terre Sautera ce Soir !; Les Buveurs de Mers; Les Prisonniers du Temps; Le Paradis du Professeur Danvers; Les naufragés de l'Espace (1965 à 1966) (1994)
2. Tome 7: Il caso del dottor Kitt; Quattro meno due uguale uno; I miraggi d'oro; Destinazione Infinito; La strana fine del capitano Jork; Un affare scottante; La conquista silenziosa; L'invulnerabile X (dal 1966 al 1967) (1994)
3. Tome 8: previsto nel 1995, ma non pubblicato. Avrebbe dovuto includere I Compagni di Nibor e I Forbiti dello Spazio (1960-1963 - fine delle storie seriali settimanali).

- 2004 - La dernière sépulture, in Bang! n. 7 (ultimo episodio della serie)
- 2005 - Les Hommes aux Yeux d'Or, edito da Glénat (o Caluda, dal 1957 al 1958; + Dossier Poïvet)

## Premi Ricevuti
- 1970: Grand Prix Phénix per la sua serie Pionieri della Speranza.
- 1990: Premio Speciale della giuria del Festival di Angoulême[5] per tutti i suoi lavori.

## Documentazione varia
- 1957 - Vaillant n. 638 Chi sei Poïvet ?
- 1968 - Vaillant n. 1188 Tarzan incontra i Pionnieri della Speranza
- 1968 - Vaillant n. 1199 I Pionieri i riflettori
- 1970 - Pif Gadget n. 47 articolo redazionale: Le Grand Prix Phénix de la bande dessinée aux pionniers de l’espérance
- 1971 - Comics 130 n. 5 intervista)
- 1971 - Ran tan plan n. 23, 24 et 28 (studio)
- 1976 - Circus n. 8 (dossier A la découverte de… par Henri Filippini)
- 1976 - Haga n. 20/21 (intervista, pour le Dossier Coq Hardi)
- 1977 - Schtroumpf - Les Cahiers de la Bande Dessinée n. 33 (dossier) (intervista inclusa in Portraits à la Plume et au Pinceau, par Numa Sadoul, coll. b.documents n. 1, éd. Glénat, 1977)
- 1978 - Trésadenn - Fanzine tentacolare n. 11 (interista)
- 1978 - L'Hebdo de la BD n. 53 (piccolo dossier)
- 1978 - Histoire du journal et des éditions Vaillant[6], éd. Glénat, Henri Philippini
- 1991 -Catalogo Raymond Poïvet, le pionnier des espérances, pubblicato dal CNBDI di Angoulême, per l'omonima mostra in occasione del XVII° Festival del fumetto della città
- 1991 - L'Hebdo de la BD n. 7 (intervista)
- 1992 - Raymond Poïvet, Éditions européennes.
- 1993 - Hop! n. 55 (studio)
- 1999 - Le Collectionneur de bandes dessinées n. 90 (dossier iintervista a Roger Lécureux)
- 1999 - Hop! n. 84 (studio)
- 2003 - Pif Gadget: la véritable histoire, des origines à 1973[7], Richard Medioni, éd. Vaillant Collector: Les Pionniers de l'Espérance p. 68
- 2004 - Bang! n. 7 (Studia La ligne inachevée)
- 2006 - Vaillant, 1942-1969, la vera storia di un giornale mitico[8], Hervé Cultru, éd. Vaillant Collector.
- 2011 - Hop! n. 130 (Retrospettiva Raymond Poïvet: intervista e bibliografia)
- Patrick Gaumer, Poïvet, Raymond, in Dictionnaire mondial de la BD, Larousse, 2010[9], p. 686-687.

## Documento Video
- Raymond Poïvet - Croquis d'un Artiste, regia di Marc Rouchairoles[10], associazione Heure exquise !, con interviste ad Albert Uderzo, Robert Gigi et Dominique Poïvet, 2003 (26 min)